# Дорошенко, Александр Давидович
Александр Давидович Дорошенко (23.11.1902 г., село Путниково, Двуречанского района Харьковской области — 25 мая 1942, у города Балаклея Харьковской области) — советский военный деятель, комиссар 25-й стрелковой Чапаевской дивизии, бригадный комиссар. Депутат Верховного Совета СССР 1-го созыва.

## Биография
Родился 23 ноября 1902 года в х. Путниково (Дорошивка) Двуреченского р-на Харьковской обл. в крестьянской семье. С десятилетнего возраста батрачил, пас скот.
После Октябрьской революции 1917 года работал секретарем сельского комитета бедноты. С 1920 года — красноармеец отдельной кавалерийской бригады Южного фронта, воевавшей против войск барона Врангеля.
После демобилизации вернулся в родное село, работал председателем Редкодубовского сельсовета. Член РКП(б).
Впоследствии работал секретарем Двуречанского уездного комитета КП(б)У Харьковской губернии. С 1923 года был командиром одного из взводов подготовки допризывников Двуречанского военного комиссариата. Затем перешел на службу в Красную армию.
До 1933 года — политический руководитель роты, командир роты, военный комиссар зенитного артиллерийского дивизиона.
В 1933 году поступил в Военно-политическую академию имени Ленина в Ленинграде, после окончания которой был назначен военным комиссаром 25-й стрелковой Чапаевской дивизии в городе Полтаве, где служил до 1938 года.
С 1938 по 1939 года — бригадный комиссар 12-й армии в городе Одессе, член Военного совета Одесской группы войск (приказ от 2.08.1938 г. №00389).
Депутат Верховного Совета СССР 1-го созыва (1937-46 гг).
Во время Великой Отечественной войны служил военным комиссаром 41-й стрелковой дивизии РККА Донского фронта. В конце мая 1942 года дивизия понесла значительные потери и попала в окружение возле Балаклеи.
25 мая 1942 года погиб в одном из боев на Харьковщине (по рассказу его дочери на основании доклада вышедшего из окружения — совершил самоубийство, чтобы избежать плена).

## Звание
- бригадный комиссар (2.08.1938)